# Аккерман, София Шарлотта
София Шарлотта Аккерман (нем. Sophie Charlotte Ackermann; 1714, Берлин — 1792, Гамбург) — немецкая актриса, супруга Конрада Эрнста Аккермана.

## Биография
София Шарлотта Бирейхль родилась в 1714 году в семье берлинского мастера золотого шитья. В 1734 году вышла замуж за органиста Иогана Дитриха Шрёдера. Их брак был неудачным и они расстались в 1738 году, — без развода. 
София решила стать актрисой и с 1740 года стала выступать в Люнебурге в труппе Шёнемана. Исполняла роли мольеровской Агнесы, Дорины (в «Тартюфе»), Меропы, Марвуд (в «Мисс Саре Симпсон» Лессинга), вольтеровской Альзиры, госпожи Бреме, Федры, Маргариты и матери Рахили в «Благородном сыне». В театре она познакомилась со своим будущим супругом, актёром Конрадом Эрнстом Аккерманом, с которым покинула труппу Шёнемана в 1742 году. В том же году София Шрёдер создала собственную актерскую труппу, в которую также входил Аккерманн. Труппа оказалась неуспешной и в 1744 году была распущена; в том же году родился сын Фридрих Людвиг, получивший фамилию номинального супруга, вскоре скончавшегося.
В последующие годы она пыталась поддержать свою маленькую семью вышиванием, но вернулась на сцену в 1746 году, поступив в труппу Гильфердинга (нем.). С ней она посетила Данциг (1746), Кёнигсберг (1747), Санкт-Петербург и Москву (1748). В 1749 году в Москве она вышла замуж за Конрада Эрнста Аккермана.
В 1751 году супруги переехали в Кёнигсберг, где основали собственную труппу. Выступая в Германии, в 1755 году супруги Аккерман познакомились с Лессингом и в том же году во Франкфурте-на-Одере состоялась премьера его пьесы «Мисс Сара Сампсон»; София Акерманн сыграла леди Марвуд.
Из-за войны труппа покинула Восточную Пруссию; выступала в Варшаве, в 1757—1761 годах — в Цюрихе, затем в Страсбурге; в 1764 году обосновалась в Гамбурге. Здесь Аккерманн считалась первой актрисой, её сравнивали с Фредерикой Нойбер. Вместе с родителями в выступлениях принимали участие муж и две её дочери от второго брака, Доротея (12.02.1752–1821) и Шарлотта (23.08.1757–10.5.1775).
После смерти мужа в 1771 году выступала редко, завершив сценическую карьеру в 1772 году; в 1780 году также оставила руководство труппой и последние годы жизни посвятила воспитанию молодых актрис.
Умерла в Гамбурге 13 октября 1792 года.